# Acacia diversifolia
Acacia diversifolia é uma espécie de leguminosa do gênero Acacia, pertencente à família Fabaceae.